# Sotajumala
Sotajumala est un groupe de death metal finlandais, fondé en 1998. Le groupe joue un death metal technique dans la lignée de Morbid Angel. En septembre 2001, le groupe enregistre son premier mini-album intitulé Sotajumala, qui mènera à une signature avec le label Woodcut Records. Death Metal Finland, le premier album du groupe est enregistré en septembre 2003 au Sam's Workshop de Jyväskylä, et publié en 2004. Sotajumala entre de nouveau en studio à la fin de l'été 2007 pour enregistrer son nouvel album, Teloitus, qui sera publié en octobre 2007. Leur troisième album, Kuolemanpalvelus, est publié en 2010. Par la suite, le groupe enregistre l'album Raunioissa, publié en 2015.

## Biographie

### Débuts (1998–2002)
Sotajumala est formé en 1998 par Tomi Otsala et Kosti Orbinski. En 2000, Arttu Romo, Pete Lapio, Jyrki Häkkinen et Harri Lastu se joignent au groupe, complétant ainsi la première formation. En septembre 2001, le groupe enregistre son premier mini-album intitulé Sotajumala, qui mènera à une signature avec le label Woodcut Records. Le guitariste Pete Lapio quitte le groupe peu de temps après. Le chanteur Harri Lastu quitte aussi le groupe à la fin de l'été 2002, pour des raisons personnelles, et est remplacé par 105 (Teijo Hakkola). 
À la fin de 2002, le groupe entre au Watercastle Studio pour enregistrer de nouvelles chansons publiées par Woodcut au début de 2003 sous le titre Panssarikolonna. Le batteur Arttu Romo et le guitariste Jyrki Häkkinen quittent le groupe peu après, et le batteur de session Timo Häkkinen est recruté pour jouer sur leur premier album, qui est enregistré en fin d'année. L'ancien guitariste Pete Lapio se joint de nouveau au groupe pendant l'été.

### Death Metal Finland(2003–2006)
Death Metal Finland, le premier album du groupe est enregistré en septembre 2003 au Sam's Workshop de Jyväskylä. Après sa sortie en mars 2004, le groupe effectue une brève tournée en Scandinavie aux côtés de Rotten Sound et Defleshed avec un autre batteur de session, Sami Järvinen. En juin 2003, le groupe joue au festival Nummirock avec des groupes comme Morbid Angel et Rotten Sound. D'autres changements de formation s'effectuent en août avec l'arrivée de Timo Häkkinen à plein temps et le renvoi du chanteur Teijo Hakkola. Mynni Luukkainen se joint comme chanteur de session, et le groupe peut enfin continuer ses concerts. 
Au printemps 2005, Sotajumala joue en Estonie puis effectue trois concerts en Finlande avec Grave. Deux nouvelles chansons sont enregistrées en juillet 2005 et prêtes à être publiées en un split avec Torture Killer en octobre. Après ces sessions, Mynni Luukkainen devient membre du groupe à part entière. Le split CD atteint la 10e place des classements singles finlandais. En août, le groupe participe au Jalometalli Metal Music Festival d'Oulu.

### Teloitus(2007–2009)
Sotajumala entre de nouveau en studio à la fin de l'été 2007 pour enregistrer son nouvel album, Teloitus, qui sera publié en octobre 2007. Teloitus atteint la 17e place des classements singles finlandais. Il s'agit du dernier album du groupe au label Woodcut Records. En soutien à Teloitus, Sotajumala joue quelques concerts en Finlande, dont une mini-tournée de quatre dates avec Nile et Deathchain (décembre 2007), au Finnish Metal Expo (février 2008), au Tuska Open Air Metal Festival (juin 2008), au Pellavarock et au Jalometalli Metal Music Festival (août 2008) et à divers autres shows locaux. Ils jouent aussi avec Obituary en août au Nosturi. 
En décembre 2008, le groupe compose et annonce ne pas vouloir jouer en concert avant d'avoir terminé son dernier album. Dans le cas de Sotajumala, ils jouent au final au Jalometalli Winterfest en février avec Napalm Death en février 2009. 

### Kuolemanpalvelus(2010–2013)
Leur troisième album, Kuolemanpalvelus, est publié le 26 mai 2010 et atteint la sixième place des classements finlandais. 

### Raunioissa(depuis 2014)
Par la suite, le groupe enregistre l'album Raunioissa, le 15 septembre 2014, avec le producteur Sami Koivisto. Die L'album est publié par Record Shop X sur Bandcamp, et le 16 janvier 2015, en téléchargement payant sur Spotify, Deezer, iTunes, Google Play et Rdio.

## Style musical
Musicalement parlant, le groupe joue un death metal technique dans la lignée de Morbid Angel. Il est aussi orienté vers Cannibal Corpse/Florida. Ils abordent des thèmes comme l'histoire militaire finlandaise et les guerres en général.

## Membres

### Membres actuels
- Mynni Luukkainen - chant
- Kosti Orbinski - guitare
- Pete Lapio - guitare
- Tomi Otsala - basse, chœurs
- Timo Häkkinen - batterie

### Anciens membres
- Harri Lastu - chant (2000–2002)
- Arttu Romo - batterie (2000–2002)
- Jyrki Häkkinen - guitare (2000–2002)
- Teijo « 105 » Hakkola (2002–2004)

## Discographie

### Albums studio
- 2004 : Death Metal Finland (réédité en 2008)
- 2007 : Teloitus
- 2010 : Kuolemanpalvelus
- 2015 : Raunioissa

### Démos et splits
- 2001 : Sotajumala (démo)
- 2003 : Panssarikolonna (démo)
- 2005 : Sotajumala / Torture Killer (split)
- 2011 : Sotajumala / Deathchain (split)

### Single et DVD
- 2007 : Kuolinjulistus (single)
- 2010 :  Slaughter at Lutakko, avec Survivors Zero (DVD split)